# Buck Baker
Elzie Wylie Baker Sr., besser bekannt als Buck Baker (* 4. März 1919 in Richburg, South Carolina; † 14. April 2002 in Charlotte, North Carolina), war ein US-amerikanischer NASCAR-Rennfahrer und zweifacher Meister in der Grand-National-Serie.

## Karriere
Baker fuhr sein erstes Rennen 1939 in Greenville, South Carolina, kam aber infolge eines geplatzten Reifens nicht ins Ziel. Trotz des unglücklichen Starts seiner Karriere wurde er einer der größten Fahrer in der NASCAR-Geschichte. So war Baker der erste Fahrer, der die Meisterschaft in den zwei aufeinanderfolgenden Jahren 1956 und 1957 gewinnen und damit einen Titel verteidigen konnte. Zudem war er in den Jahren 1955 und 1958 jeweils Zweiter in der Meisterschaft und beendete vier weitere Saisons innerhalb der Top-5.
Zu Bakers weiteren Erfolgen zählt der dreifache Gewinn des Southern 500 auf dem Darlington Raceway. Insgesamt gewann er 46 Rennen bei 636 Starts, von denen er in 45 von der Pole-Position ins Rennen ging.
Nach seinem Rücktritt vom aktiven Motorsport im Jahr 1976 eröffnete er die Buck Baker Racing School, wo unter anderem Jeff Gordon das erste Mal am Steuer eines Tourenwagens saß. Die Schüler werden von Buck Bakers Sohn Buddy Baker, ebenfalls ein NASCAR-Rennfahrer, und seiner Tochter Susie Baker unterrichtet.

## Tod
Buck Baker starb in der Nacht des 14. April 2002 im Carolinas Medical Center in Charlotte, North Carolina, im Alter von 83 Jahren.